# نبرد دربند (۱۷۹۶)
نبرد دربند در تاریخ ۱۰ مه ۱۷۹۶ در جریان حمله روسیه به ایران (۱۷۹۶) اتفاق افتاد. دربند، یک شهر باستانی با دیوارهای ضخیم از موقعیت جغرافیای سیاسی مطلوبی برخوردار است و گذرگاه ساحلی بین کوه‌های قفقاز و خزر را قفل می‌کند.

## زمینه

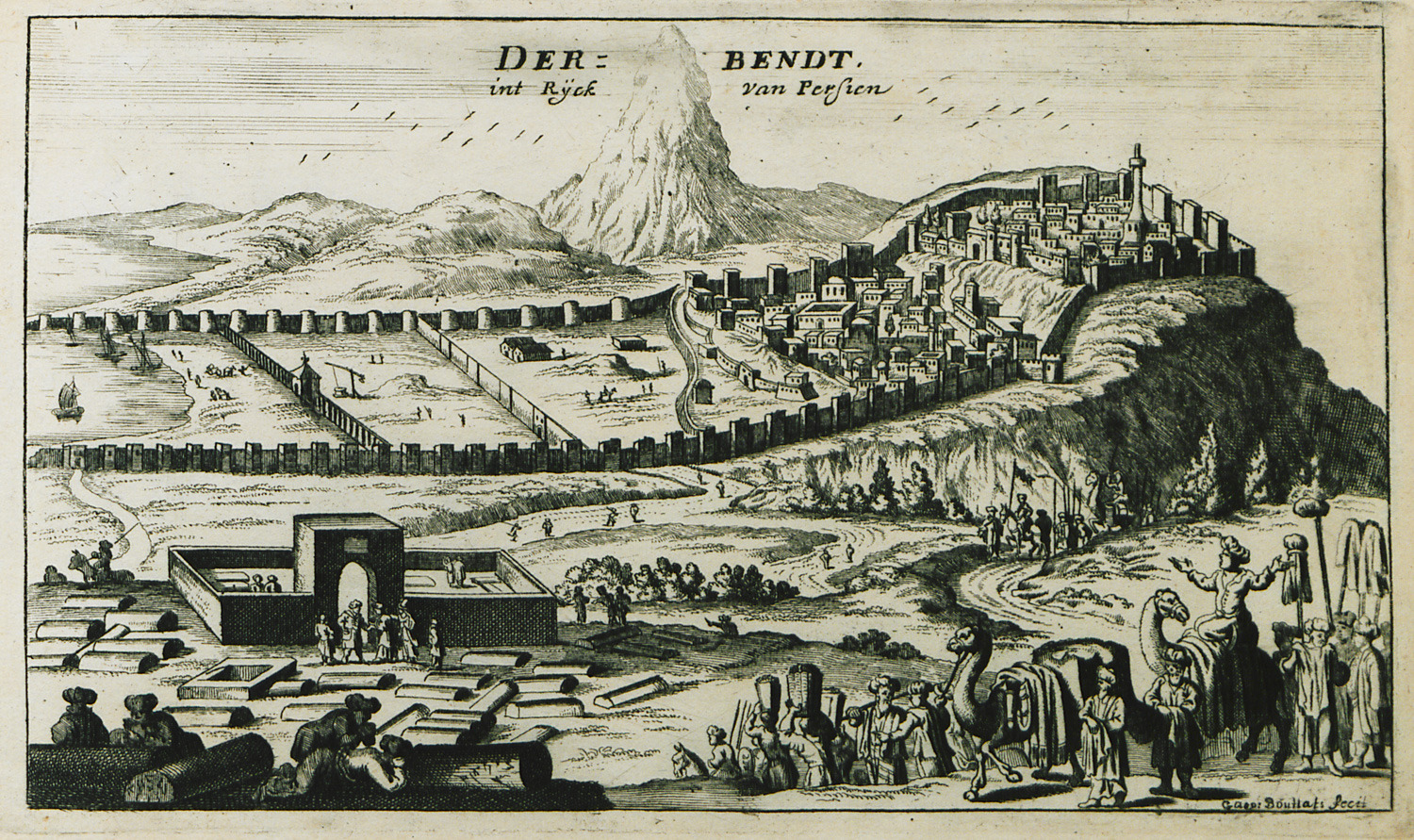
قلعه دربند

در بهار سال ۱۷۹۵، ایرانیان به سرپرستی حاکم جدید و بنیانگذار سلسله قاجار، آغا محمد خان قاجار، مجدداً تحت سلطه گرجستان شرقی (که به عنوان پادشاهی کارتلی-کاختی متحد شده بود) و خانات‌های منطقه را دوباره تسخیر کردند. دولت روسیه در انجام تعهدات خود طبق عهدنامه گرجیوسک در ۱۷۸۳، ارتش بزرگی (حدود ۱۳ هزار نفر) از قزلیار را به سمت متصرفات‌های ایران در قفقاز اعزام کرد.
برای گردش بعدی در سال ۱۷۹۶، یک قشر قدرتمند روسی از دو پیاده‌نظام و دو گردان سواره نظام در قزلیار تشکیل شده بود. فرماندهی به پاول سیسیانوف، بولگاکف، الکساندر کورساکوف، شخص مهم لوین آگوست، آپراکسین فدور ماتویویچ و ماتوی پلاتوف داده شد، در حالی که فرمانده کل ستوان والرین زوبوف بود.

## نبرد

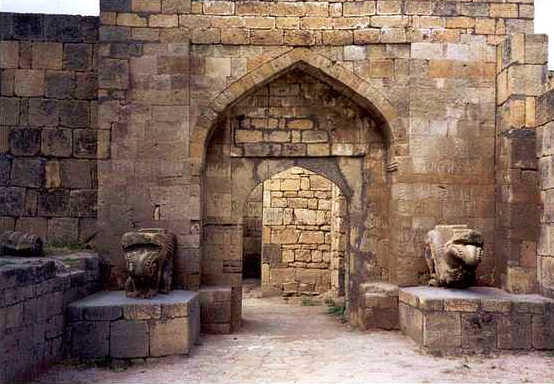
ورودی به کاخ شاه. قلعه ناری-کالا

روسها به شیخ علی خان، فرماندار ایرانی این شهرک پیشنهاد کردند تا علیه شاه همکاری کند. اما شیخ علی خان جوان نامه را بی جواب گذاشت و به همین دلیل این شهر با یک بند از تیرهای توپ روسی روبرو شد.
در ۱۰ مه، شهر محاصره شد.
تسخیر دربند توسط زوبوف توسط شاعر دربار روسی درژاوین در شعر خود ("در فتح دربند") تجلیل شد.

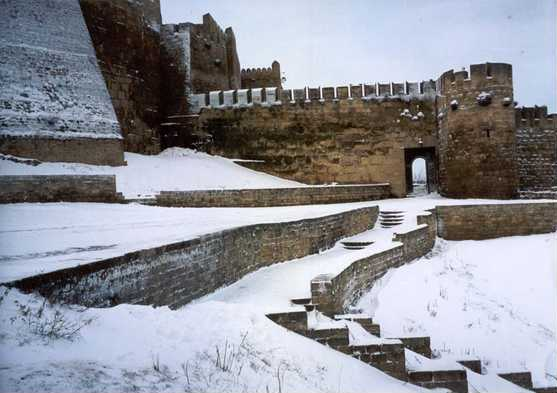
قلعه دربند ساسانی در زمستان.

## عواقب بعدی
امپراتور کاترین در پیشرفت سریع زوبوف، که در مدت دو ماه بیش از دستاوردهای پرشور پتر کبیر در دو سال گذشته بود، شادمان شد. شیخ علی خان، والی دربند زندانی شد که روح مقاومت مردم محلی را شکست. علی‌رغم این موفقیت، هنگامی که پاول یکم تاج و تخت روسی را تصاحب کرد، سیاست خارجی تغییر یافت و سربازان روسی از قفقاز خارج شدند (در دسامبر ۱۷۹۶)، و تمام مناطق فتح شده به قاجاریان بازگردانده شد.